# Kristofer Uppdal

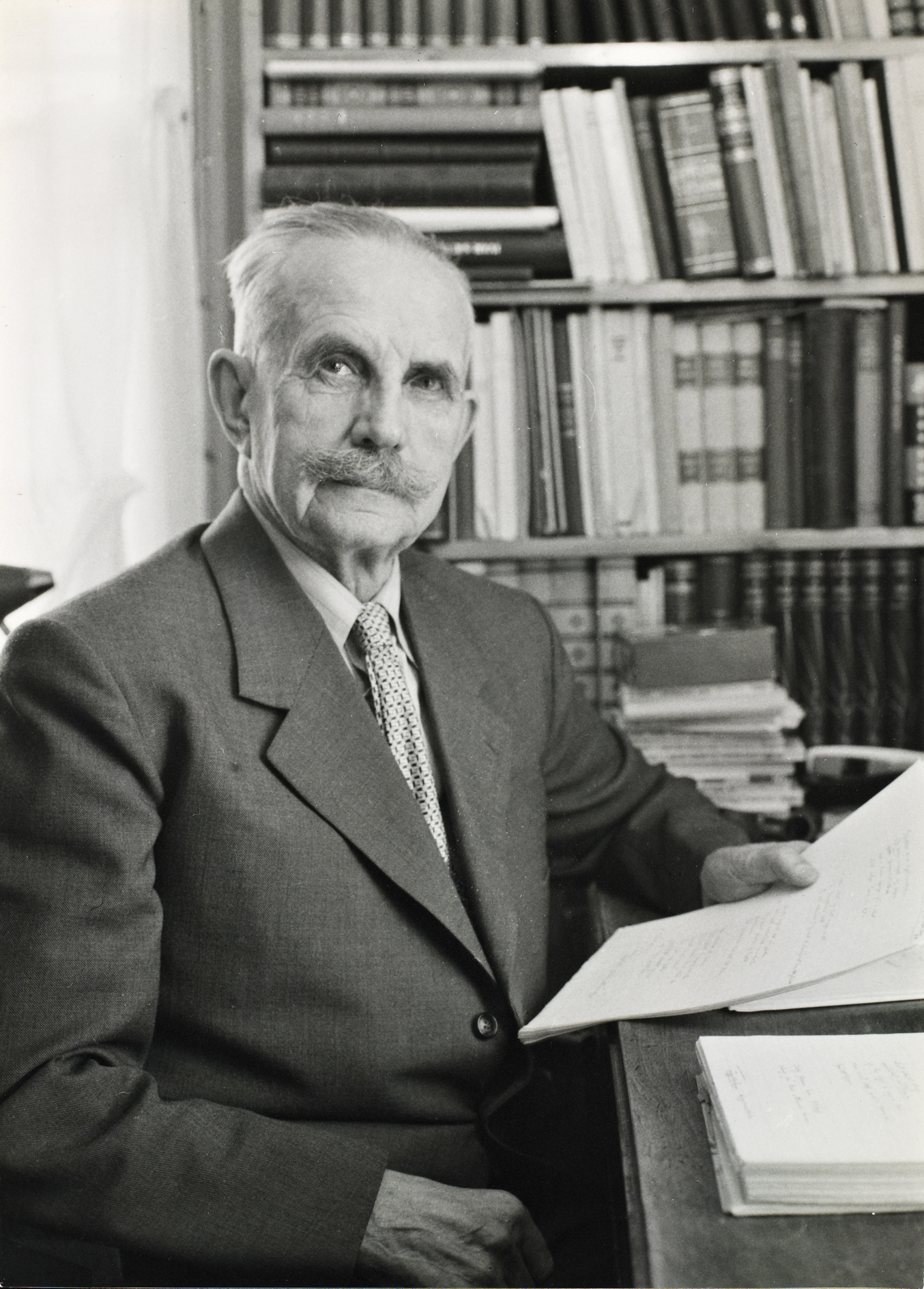
Kristofer Uppdal, 1958.

Kristofer Oliver Uppdal, född 19 februari 1878 i Beitstad i nuvarande Steinkjers kommun, död 26 december 1961 i Oppdal, var en norsk författare. 

## Författarskap
Uppdal skrev på nynorska med markanta inslag av tröndersk dialekt. Uppdals stil har uppfattats som tung och arkaisk.
Mest känd är Uppdal för romandekalogen Dansen gjenom skuggeheimen. Handlingen löper från 1890-talet fram till tiden för första världskrigets slut. Där skildrar han konflikten mellam bondesamhälle och den framväxande industristaten, där utvecklingen av den norska arbetarrörelsen ingår. Uppdal uppskattade inte att kallas proletärförfattare. Själv uppfattade han sig som en generell människoskildrare snarare än skildrare av en specifik samhällsklass. Uppdal är även känd som lyriker. 

## Romaner
- 1910-1924 - Dansen gjenom skuggeheimen (tio delar)
  - Ved Akerselva, 1910
  - Dansen gjenom skuggeheimen, 1911
    - Dansen genom skuggornas land (översättning Sigfrid Bygge, Fram, 1916)

  - Trolldom i lufta, 1912
  - Bas-Ola Storebas og laget hans, 1913
  - Røysingfolket, 1914
  - Stigeren, 1919
  - Kongen, 1920
    - Kungen (översättning Ann-Mari Lindberger, Bonnier, 1945)

  - Domkyrkjebyggjaren, 1921
  - I skiftet, 1922
  - Herdsla, 1924

## Diktsamlingar
- 1905 - Kvæde
- 1905 - Ung sorg
- 1908 - Sol-laug
- 1909 - Vill-fuglar
- 1918 - Solbløding
- 1919 - Elskhug
- 1920 - Altarelden
- 1947 - Kulten

Svensk urvalsvolym
- Ensamhetsdjungeln: dikter (i urval och översättning av Staffan Söderblom och med en efterskrift av Jan Erik Vold, FIB:s lyrikklubb, 1991)